# Xincheng (socken i Kina, Shandong, lat 36,36, long 116,24)
Xincheng (kinesiska: 新城街道, 新城) är en socken i Kina. Den ligger i provinsen Shandong, i den östra delen av landet, omkring 75 kilometer sydväst om provinshuvudstaden Jinan.
Genomsnittlig årsnederbörd är 861 millimeter. Den regnigaste månaden är juli, med i genomsnitt 255 mm nederbörd, och den torraste är januari, med 5 mm nederbörd.